# Tanguy Ndombélé
Tanguy Ndombélé Alvaro (Longjumeau, 28 de diciembre de 1996) es un futbolista francés. Juega como centrocampista y su equipo es el O. G. C. Niza de la Ligue 1.

## Vida personal
Nació en Francia pero sus padres son originarios de la República Democrática del Congo.

## Trayectoria
El 31 de agosto de 2017 pasó a préstamo por un año al Olympique de Lyon desde el Amiens S. C. Según L'Équipe, la cesión se hizo a cambio de 2 millones de euros con una opción de 8 millones por la compra definitiva del jugador más un plus de 250 000 euros y un 20% de una futura venta.
Su debut con la camiseta del Lyon se dio el 17 de septiembre de 2017 en la derrota 2-0 ante el París Saint-Germain en la Ligue 1. El 15 de febrero de 2018 marcó su primer gol en el cuadro lionés en el minuto 46 de la victoria del equipo francés ante el Villarreal C. F. en 1/32 de la Liga Europa de la UEFA 2017-18.
El 2 de julio de 2019 se oficializó su traspaso al Tottenham Hotspur por 60 millones de euros, lo que le convertía en el fichaje más caro del equipo londinense en ese momento. Dos años y medio después regresó a Lyon para jugar cedido lo que restaba de temporada 2021-22 a cambio de 1,42 millones de euros y con una opción de compra al final de la misma. Esta no se hizo efectiva y la S. S. C. Napoli fue quien logró su cesión en agosto de 2022.
Jugó con el equipo italiano el 28 del mismo mes contra la ACF Fiorentina, sustituyendo a Stanislav Lobotka en los minutos finales del partido. El 14 de septiembre siguiente, marcó un gol con la camiseta azzurra, en el partido de la Liga de Campeones contra el Rangers F. C. Con los napolitanos sumó 40 presencias y anotó dos goles, ganando la liga de Serie A 2022-23.
En la temporada 2023-24 acumuló otra cesión y el 4 de septiembre fue prestado al Galatasaray S. K. Cuando esta finalizó quedó libre al expirar su contrato y regresó a Francia para jugar en el O. G. C. Niza hasta 2026.

## Selección nacional
El 11 de octubre de 2018 debutó con la selección de fútbol de Francia al sustituir a Paul Pogba en un amistoso jugado ante la selección de fútbol de Islandia en el Stade du Roudourou de la ciudad de Guingamp.

## Estadísticas

### Clubes
Actualizado al 23 de febrero de 2025.
| Club                               | Div.          | Temporada     | Liga  | Liga  | Copas nacionales | Copas nacionales | Copas internacionales | Copas internacionales | Total | Total |
| Club                               | Div.          | Temporada     | Part. | Goles | Part.            | Goles            | Part.                 | Goles                 | Part. | Goles |
| ---------------------------------- | ------------- | ------------- | ----- | ----- | ---------------- | ---------------- | --------------------- | --------------------- | ----- | ----- |
| Amiens S. C. Francia               | 2.ª           | 2016-17       | 30    | 2     | 2                | 0                | —                     | —                     | 32    | 2     |
| Amiens S. C. Francia               | 1.ª           | 2017-18       | 3     | 0     | —                | —                | —                     | —                     | 3     | 0     |
| Amiens S. C. Francia               | Total club    | Total club    | 33    | 2     | 2                | 0                | 0                     | 0                     | 35    | 2     |
| Olympique de Lyon Francia          | 1.ª           | 2017-18       | 32    | 0     | 5                | 0                | 10                    | 1                     | 47    | 1     |
| Olympique de Lyon Francia          | 1.ª           | 2018-19       | 34    | 1     | 7                | 0                | 8                     | 2                     | 49    | 3     |
| Tottenham Hotspur F. C. Inglaterra | 1.ª           | 2019-20       | 21    | 2     | 2                | 0                | 6                     | 0                     | 29    | 2     |
| Tottenham Hotspur F. C. Inglaterra | 1.ª           | 2020-21       | 33    | 3     | 4                | 2                | 9                     | 1                     | 46    | 6     |
| Tottenham Hotspur F. C. Inglaterra | 1.ª           | 2021-22       | 9     | 1     | 4                | 1                | 3                     | 0                     | 16    | 2     |
| Tottenham Hotspur F. C. Inglaterra | Total club    | Total club    | 63    | 6     | 10               | 3                | 18                    | 1                     | 91    | 10    |
| Olympique de Lyon Francia          | 1.ª           | 2021-22       | 11    | 0     | ―                | ―                | 4                     | 1                     | 15    | 1     |
| Olympique de Lyon Francia          | Total club    | Total club    | 77    | 1     | 12               | 0                | 22                    | 4                     | 111   | 5     |
| S. S. C. Napoli · Italia           | 1.ª           | 2022-23       | 30    | 1     | 1                | 0                | 9                     | 1                     | 40    | 2     |
| S. S. C. Napoli · Italia           | Total club    | Total club    | 30    | 1     | 1                | 0                | 9                     | 1                     | 40    | 2     |
| Galatasaray S. K. Turquía          | 1.ª           | 2023-24       | 19    | 0     | 2                | 0                | 5                     | 0                     | 26    | 0     |
| Galatasaray S. K. Turquía          | Total club    | Total club    | 19    | 0     | 2                | 0                | 5                     | 0                     | 26    | 0     |
| O. G. C. Niza Francia              | 1.ª           | 2024-25       | 18    | 1     | 2                | 1                | 5                     | 0                     | 25    | 2     |
| O. G. C. Niza Francia              | Total club    | Total club    | 18    | 1     | 2                | 1                | 5                     | 0                     | 25    | 2     |
| Total carrera                      | Total carrera | Total carrera | 240   | 11    | 29               | 4                | 59                    | 6                     | 328   | 21    |
| 1. 2.                              |               |               |       |       |                  |                  |                       |                       |       |       |

## Palmarés

### Títulos nacionales
| Título               | Club              | País    | Año     |
| -------------------- | ----------------- | ------- | ------- |
| Serie A              | S. S. C. Napoli   | Italia  | 2022-23 |
| Supercopa de Turquía | Galatasaray S. K. | Turquía | 2023    |
| Superliga de Turquía | Galatasaray S. K. | Turquía | 2023-24 |